# Leptochilus regulus
Leptochilus regulus är en stekelart som först beskrevs av Henri Saussure 1856.  Leptochilus regulus ingår i släktet Leptochilus och familjen Eumenidae.

## Underarter
Arten delas in i följande underarter:
- L. r. perforatus
- L. r. gallicus